# Gorgonzola
El gorgonzola és un formatge blau fet amb llet de vaca, de crosta vermellosa i flonja, i de pasta tova i mantegosa. Té floridures de color verdós i olor i sabor forts.
El 1970, es va crear un consorci per garantir que el gorgonzola només es fes amb llet de les zones designades i per productors aprovats. Només els que compleixen unes estrictes normes exhibeixen el segell del consorci «G».
És originari de la ciutat llombarda de Gorgonzola i és el clàssic italià entre els formatges blaus. El nom original és Stracchino di Gorgonzola, que prové de l'italià stracca, «cansat», ja que es feia a la tardor, quan les vaques exhaustes retornaven de les pastures de les muntanyes a les prades aquoses de Llombardia, on Gorgonzola va ser durant segles la principal ciutat de comerç.
Actualment, s'elabora seguint estrictes regulacions, en unes 40 lleteries familiars i grans factories. Alguns formatgers artesanes encara utilitzen llet sense pasteuritzar i segueixen el mètode tradicional de «quallada de dos dies», que consisteix a deixar que la floridura es inoculi de manera natural per després barrejar-la amb la quallada de la llet acabada de munyir. No obstant això, des de mitjan segle xx, la major part es fa en fàbriques utilitzant llet pasteuritzada i el mètode de «quallada d'un dia» amb la floridura blava afegida a la llet. Així s'aconsegueixen vetes blaves més regulars que amb el mètode tradicional, encara que el sabor no és tan fort.
El Gorgonzola es fa en grans tambors i, en madurar, els laterals sobresurten. Al voltant de les vores es pot veure una mica agrisat, però mai no ha de ser marró, doncs indicaria que el formatge està massa sec i que no s'ha tractat degudament.

## Característiques
Les vetes i els pegats irregulars de floridura blava aporten un sabor fort i especiat a aquest formatge substanciós i cremós. Més cremós i dolç que l'stilton, però similar en la seva fortor, mentre que el roquefort és més fort, més acre i una mica més salat.

## Elaboració
Una vegada ferm, el formatge es treu del motlle, es frega i es passa per sal seca o banys de salmorra per estalviar costos de producció. A continuació, se li posa un cinturó ample de fusta i es deixa així que maduri. Tradicionalment, s'ha madurat en casere, coves naturals, on es troben les condicions ideals per a la proliferació de floridura natural. Actualment, es deixa madurar en sales construïdes per a tals efectes, per tal de garantir que arribi a la consistència i l'alta qualitat que exigeix el mercat. A les quatre setmanes, es punxen tots els formatges amb agulles gruixudes per facilitar l'expansió de la floridura blava verdosa. Aquesta operació es fa en un lloc anomenat purgatori, i el formatge es manté a uns 20 °C i fins amb un 95% d'humitat. En acabat, es posa en un embolcall de paper d'alumini per tal que el fong continuï creixent a un ritme més lent i evitar que el formatge s'assequi.

## Valors nutricionals continguts en 100g
- Energia - 330 kcal / kJ 1375
- proteïnes - 19 g
- Lípids - 26 g
- Fòsfor - 360 mg
- Calci - 420 mg
- Vitamines - A, B1, B2, B6, B12, PP.